# Sexto Octavio Frontón
Sexto Octavio Frontón (en latín Sextus Octavius Fronto) fue un senador romano que desarrolló su carrera política en la segunda mitad del siglo I y comienzos del siglo II, bajo los imperios de Vespasiano, Tito y Domiciano.

## Carrera
Su primer cargo conocido fue  ya bajo el imperio de Domiciano, entre mayo y agosto de 86 fue consul suffectus. Unos años después, entre 92 y 96 ocupaba el  puesto de gobernador de la provincia Moesia Inferior.